# 小原町 (鹿児島市)
小原町（おばらちょう）は、鹿児島県鹿児島市の町。郵便番号は891-0111。人口は2,216人、世帯数は1,070世帯（2020年4月1日現在）。小原町の全域で住居表示を実施している。

## 地理
鹿児島市南部に位置する新興住宅地である。魚見町に連なる台地上にある。
町域の北方に桜ケ丘、南方に東谷山、東方に宇宿、西方に魚見町、桜ケ丘が接している。

## 歴史
1990年（平成2年）11月5日に宇宿町下地区及び上福元町小原地区において住居表示が実施されるのに併せて町の区域の再編が実施された。それに伴い、上福元町及び中山町の一部より分割され、新たに鹿児島市の町「小原町」として設置された。また同時に住居表示が実施された。

### 町域の変遷
| 実施後 | 実施年            | 実施前           |
| ------ | ----------------- | ---------------- |
| 小原町 | 1990年（平成2年） | 上福元町（一部） |
| 小原町 | 1990年（平成2年） | 中山町（一部）   |

## 人口
以下の表は国勢調査による小地域集計が開始された1995年以降の人口の推移である。
| 年                 | 人口  |
| ------------------ | ----- |
| 1995年（平成7年）  | 2,901 |
| 2000年（平成12年） | 2,939 |
| 2005年（平成17年） | 2,736 |
| 2010年（平成22年） | 2,522 |
| 2015年（平成27年） | 2,473 |

## 施設

### 公共
- 小原町内会公民館

### 教育
- おひさま保育園[15]

## 小・中学校の学区
市立小・中学校に通う場合、学区（校区）は以下の通りとなる。
| 町丁   | 番・番地 | 小学校                 | 中学校                 |
| ------ | -------- | ---------------------- | ---------------------- |
| 小原町 | 全域     | 鹿児島市立東谷山小学校 | 鹿児島市立東谷山中学校 |